# Lakeport (Kalifornia)
Lakeport település az Amerikai Egyesült Államok Kalifornia államában, Lake megyében, melynek megyeszékhelye is. Lakosainak száma 5026 fő (2020. április 1.).

## Népesség
A település népességének változása:

| 2010 | 4 753 |
| 2020 | 5 026 |